# Završje Začretsko
Završje Začretsko est un village de la municipalité de Sveti Križ Začretje (comitat de Krapina-Zagorje) en Croatie. Au recensement de 2011, le village comptait 40 habitants.